# Harald Szeemann
Harald Szeemann, född 11 juni 1933 i Bern i Schweiz, död 18 februari 2005, var en schweizisk kurator, konstnär och konsthistoriker. 
Harald Szeemann utbildade sig 1953–1960 i historia, arkeologi och journalistik i Bern och vid Sorbonne i Paris. Han började arbeta 1956–1958 som skådespelare, scenograf och målare och gjorde många enmansframträdanden. 
Han var chef för Kunsthalle Bern 1961–1969 och kuraterade över 200 utställningar under sin levnad. Många av dessa, till exempel Live In Your Head: When Attitude Becomes Form i Bern 1989, har ansetts vara banbrytande och Szeemann har betecknats som en kurator som omdefinierat kuratorsarbetet och upphöjt det till en konstform i sig.
Harald Szeemann började organisera utställningar i Schweiz 1957 och tillträdde 1961 som chef för Kunsthalle Bern vid 28 års ålder. År 1968 gav han Christo och Jeanne-Claude deras första tillfälle att paketera in en hel byggnad, nämligen själva konsthallen. Hans 1989 kuraterade utställning "Live in Your Head: When Attitudes Become Form", orsakade så stark reaktion att han avgick som konsthallschef.
År 1972 var han den yngsta konstnärliga ledaren för en documenta-utställning (documenta 5). Han nyskapade då konceptet genom att inbjuda konstnärer som inte bara var målare och skulptörer, utan också performancekonstnärer och fotografer. 
För Konstbiennalen i Venedig 1980 skapade han tillsammans med Achille Bonito Oliva "Aperto", en ny sektion för biennalen för unga konstnärer. Senare utsågs han till chef för biennalen både 1999 och 2001. Därmed var han den förste att kuratera både documenta och Venedigbiennalen.
År 1958 gifte Harald Szeemann sig med Françoise Bonnefoy. Paret fick en son 1959 och en dotter 1964. Han var gift två gånger, i det andra äktenskapet med konstnären Ingeborg Lüscher. Paret fick en dotter.